# Brachyseps spilostichus
Brachyseps spilostichus — вид сцинкоподібних ящірок родини сцинкових (Scincidae). Ендемік Мадагаскару.

## Поширення і екологія
Brachyseps spilostichus відомі з типової місцевості, розташованої в лісі Царарано на півдні регіонуСава на північному сході острова Мадагаскар, на висоті 650 м над рівнем моря. Вони живуть у вологих тропічних лісах. Ведуть присмерковий або нічний спосіб життя.